# Medetera kerzhneri
Medetera kerzhneri är en tvåvingeart som beskrevs av Negrobov 1966. Medetera kerzhneri ingår i släktet Medetera och familjen styltflugor. Inga underarter finns listade i Catalogue of Life.